# Comércio de emissões de carbono

Comércio de emissões de carbono – preços das licenças em 2008

O comércio de emissões (ETS: sigla em inglês para Emission Trading Scheme ou Esquema de Comércio de Emissões, em tradução literal) para o dióxido de carbono (CO2) e outros gases estufa (GEE) é uma forma de precificação de carbono, também conhecido como cap and trade (CAT) ou precificação de carbono. É uma abordagem para limitar mudanças climáticas por meio da criação de um mercado com permissões limitadas para emissões. Isso pode diminuir a competitividade dos combustíveis fósseis e acelerar os investimentos em fontes de energia de baixo carbono, como energia eólica e fotovoltaica. Os combustíveis fósseis são o principal motor para a mudança climática. Tais combustíveis respondem por 89% de todas as emissões de CO2 e 68% de todas as emissões de GEE.
Esse mecanismo funciona por meio da definição de um limite total quantitativo das emissões produzidas por todos os emissores participantes. Como resultado, o preço se ajusta automaticamente a essa meta. Esta é a principal vantagem em relação a um imposto de carbono fixo. Sob o comércio de emissões, um poluidor com mais emissões do que sua cota deverá comprar o direito de emitir mais. A parte com menos emissões vende o direito de emitir carbono para outras partes. A partir disso, deve-se observar que os métodos de redução de carbono mais econômicos sejam explorados primeiro. Juntamente aos impostos sobre carbono, é um método comum para os países em suas tentativas de cumprir suas exigências para com o Acordo de Paris.
O comércio de emissões de carbono já está em operação na China, União Européia e em outros países. No entanto, a política comumente não é harmonizada com quaisquer estimativas de carbono definidas, as quais são necessárias a fim de manter níveis de aquecimento global abaixo dos limites críticos de 1,5°C ou os "bastante abaixo" 2°C. Os esquemas existentes cobrem apenas um escopo limitado de emissões. O ECE-UE detém foco na indústria e na grande geração de energia, mantendo a introdução de esquemas adicionais para transporte e consumo privado sob a direção dos Estados-membros. Embora as unidades sejam contadas em toneladas de dióxido de carbono equivalente, outros GEEs potentes, como o metano (
CH4) ou o óxido nitroso (
N2O) da agricultura geralmente ainda não integram esses esquemas. Para além, excessos de oferta levam a preços baixos para as licenças com quase nenhum efeito sobre a queima de combustíveis fósseis. Em setembro de 2021, as licenças de comércio de emissões (ETAs) cobriam uma ampla faixa de preços desde €7/ton. CO2, no novo mercado nacional de carbono da China até €63/ton.CO2 no ECE-UE. Os modelos mais recentes do custo social do carbono calculam um dano de mais de US$3.000 por tonelada de CO2 como resultado das respostas econômicas e da queda das taxas de crescimento do PIB global, enquanto as recomendações de políticas variam de cerca de 50 dólares à 200 dólares.

## História
A comunidade internacional inicou o longo processo em direção à construção de medidas domésticas e internacionais efetivas a fim de frear as emissões de gases estufa (dióxido de carbono, metano, dentre outros) em resposta às crescentes afirmações da causa antropogênica do aquecimento, i.e. de que o fenômeno estaria sendo causado devido a emissões decorrentes da ação humana bem como às incertezas ante possíveis consequências. Esse processo se iniciou no Rio de Janeiro em 1992, quando 160 países firmaram a  Convenção-Quadro das Nações Unidas sobre a Mudança do Clima (CQNUMC, ou UNFCCC, em inglês). Detalhes necessários a ser debatidos seriam deliberados a partir da Conferência das Nações Unidas sobre as Mudanças Climáticas.
Em 1997, o Protocolo de Quioto foi o primeiro principal acordo concernente à redução de gases estufa. 38 países desenvolvidos (países do Anexo 1) se comprometeram a metas e prazos.
As limitações inflexíveis resultantes do aumento dos gases poderia implicar em custos substanciais caso os países estivessem exclusivamente dependentes de suas próprias medidas domésticas.

## Economia
O problema econômico referente às mudanças climáticas é de que os emissores dos gases estufa (GEEs) não encaram o custo total das implicações de suas ações. Esses outros custos são chamados externalidades. Custos externos ou externalidades podem afetar o bem-estar de outrem. No caso das alterações climáticas, emissões de GEEs afetam o bem-estar das pessoas agora e no futuro, bem como afetam o meio ambiente. O custo social do carbono depende do desenvolvimento futuro das emissões. Há a hipótese de que o modelo de preço dinâmico do comércio de emissões poderia sobrepujar o problema.

### Distribuição de licenças
Licenças de emisssão podem ser dadas gratuitamente ou leiloadas. No primeiro caso, o governo recebe nenhum valor de carbono; no segundo, recebe (aproximadamente) o valor integral das licenças. Em todo caso, licenças serão igualmente escassas e valoradas tal qual para os participantes do mercado. Tendo em vista que o mercado privado (para licenças de comércio) determina o preço final das licenças (ao passo em que devem ser utilizadas para a cobertura das emissões), o preço deverá ser o mesmo para ambos casos (gratuito ou leiloado).
Um segundo apontamento a respeito das licenças gratuitas (usualmente "adquiridas", i.e. distribuídas em proporção com emissões passadas) tem sido recorrentemente não compreendido. Companhias as quais recebem licenças gratuitas as tratam como se tivessem pago o preço completo por tais. Isso decorre do uso do carbono na produção ter o mesmo custo sob qualquer dos arranjos. A partir de licenças leiloadas, o custo é óbvio. Já para com licenças gratuitas, o custo é o custo de não se vender a licença pelo seu valor integral — algo cunhado "custo de oportunidade". Tendo em vista que o custo das emissões é geralmente um custo marginal (elevado pela saída), seu custo é repassado por meio do aumento do custo de produção (i.e. aumentando o custo da gasolina ou da eletricidade).

### Lucros inesperados
Uma companhia a qual recebe licenças gratuitamente repassará seu custo de oportunidade na forma de preços mais altos do produto. De tal modo que, caso venda a mesma quantidade de produção que antes de tal limite, sem alterações na tecnologia de produção, o valor total (ao preço de mercado) das licenças recebidas gratuitamente poderá tornar em lucros inesperados. Contudo, como o limite reduz a produção e muitas vezes faz com que a empresa incorra em custos para aumentar a eficiência, os lucros inesperados serão menores do que o valor total de suas licenças gratuitas.
De maneira geral, se as licenças forem atribuídas gratuitamente aos emissores, eles lucrarão com elas. Mas se eles tiverem que pagar o preço total, ou se o carbono for tributado, seus lucros serão reduzidos. Se o preço do carbono for exatamente igual ao verdadeiro custo social do carbono, assim a redução do lucro a longo prazo simplesmente refletirá as consequências de pagar esse novo custo. Caso o pagamento do custo seja inesperado, provavelmente haverá uma perda única devido à mudança nos regulamentos e não simplesmente ao pagamento do custo real do carbono. No entanto, se houver aviso prévio dessa mudança, ou se o preço do carbono for introduzido gradualmente, esse custo regulatório único será minimizado. Já houve aviso prévio suficiente da precificação do carbono para que esse efeito seja insignificante, em média.

## Sistemas e mercados de comércio de emissões de carbono
Em territórios os quais gases estufa são regulamentados, uma licença de emissão é considerada equivalente a uma tonelada de emissões de dióxido de carbono (
CO2). Entre outros tipos de licenças de emissão estão créditos de carbono, unidades de Kyoto, unidades de quantidade atribuída e Unidades Certificadas de Redução de Emissões (CREs). Essas licenças podem ser vendidas de forma privada ou no mercado internacional ao preço de mercado prevalecente. As licenças são negociadas e estabelecidas internacionalmente, de tal modo que se permite que as licenças sejam transferidas entre países. Cada transferência internacional é validada pela Convenção-Quadro das Nações Unidas sobre Mudança do Clima (CQNUMC). Cada transferência de propriedade realizada dentro da União Europeia é validada adicionalmente pela Comissão Europeia.
Programas de comércio de emissões como o Sistema de Comércio de Emissões da União Europeia (SCE-UE) complementam o comércio entre países estipulado pelo Protocolo de Quioto ao permitir o comércio privado de licenças. Sob tais programas – que são geralmente coordenados com as metas nacionais de emissões previstas no âmbito do Protocolo de Quioto – uma autoridade nacional ou internacional atribui licenças a companhias com base em critérios estabelecidos, de modo a cumprir as metas nacionais e/ou regionais de Quioto com o menor custo econômico geral possível.
Outros gases estufa também podem ser comercializados, mas são cotados tendo por referência múltiplos-padrão do dióxido de carbono, tendo parametrizado seu potencial de aquecimento global. Essas características reduzem o impacto financeiro da cota nos negócios, ao mesmo tempo em que garantem que as cotas sejam cumpridas a níveis nacional e internacional
Dentre as bolsas que negociam créditos de carbono ligados à CQNUMC se incluem a Bolsa do Clima da Europa, a NASDAQ OMX de Commodities da Europa, a PowerNext, a Bolsa de Commodities de Bratislava e a Bolsa Energética Europeia. A Bolsa do Clima de Chicago participou até 2010. A NASDAQ OMX Commodities Europe listou um contrato para negociar compensações financeiras (offsets) geradas por um projeto de carbono do MDL chamado Certified Emission Reductions. Muitas companhias agora se engajam em programas de redução, compensação e sequestro de emissões para gerar créditos que podem ser vendidos em uma das bolsas. Pelo menos um mercado eletrônico privado foi estabelecido em 2008, o CantorCO2e. Créditos de carbono na Bolsa de Commodities de Bratislava são negociados em uma plataforma especial chamada Local do Carbono. Várias propostas para a ligação de sistemas internacionais entre os mercados estão sendo investigadas. Isso está sendo considerado pela Aliança Internacional para Ação contra o Carbono (AIAC).

### Austrália
Em 2003 o governo do estado de Nova Gales do Sul estabeleceu unilateralmente o Esquema para Redução de Gases Estufa de Nova Gales do Sul a fim de reduzir emissões a partir da exigência de que geradores de eletricidade e grandes consumidores adquiram Certificados de Redução de Gases Estufa de NGS (CRGEs). Isso levou ao lançamento de lâmpadas fluorescentes compactas energeticamente eficientes gratuitas e a outras medidas de eficiência energética financiadas pelos créditos. Este esquema tem sido criticado pelo Centro de Energia e Mercados Ambientais (CEMA) da UNSW devido à sua falta de eficácia em reduzir emissões, falta de transparência e falta de verificação da adicionalidade das reduções de emissões.
Tanto o governo incumbente da Coalizão de John Howard quanto a oposição do Partido Trabalhista de Kevin Rudd prometeram a implementação de um esquema de comércio de emissões (ECE) antes das eleições federais australianas de 2007. O Partido Trabalhista venceu a eleição, com o novo governo procedendo à implementação de um ECE. O governo introduziu o Carbon Pollution Reduction Scheme, o qual foi apoiado pelos Liberais tendo Malcolm Turnbull como líder. Tony Abbott questionou o ECE, afirmando que a melhor forma de reduzir emissões seria com um "imposto simples". Brevemente antes da votação sobre o carbono, Abbott derrotou Malcolm Turnbull em uma disputa de lideranças, e a partir disso os Liberais se opuseram ao ECE. Isso tornou o governo incapaz de garantir a aprovação do projeto, o qual foi posteriormente retirado.
Julia Gillard derrotou Rudd em um desafio de liderança e prometeu não introduzir um imposto sobre o carbono, mas que procuraria legislar um preço sobre o carbono ao levar o governo às eleições de 2010. No primeiro parlamento amarrado o qual se resultou em 70 anos, o governo solicitou apoio mesmo de componentes do "centrão australiano" (crossbenchers) tais como os Verdes. Uma exigência para o apoio dos Verdes foi o preço do carbono, com o qual Gillard prosseguiu na formação de um governo minoritário. Um preço fixo de carbono transicionaria a um comércio de preço flutuante dentro de alguns anos sob o plano. O preço de carbono foi levado em si à caracterização como imposto de carbono e quando o governo propôs a Lei de Energia Limpa em fevereiro de 2011, a oposição afirmou que essa era uma promessa eleitoral falha.
O projeto foi aprovado na Câmara Baixa em outubro de 2011 e na Câmara Alta em novembro de 2011. O Partido Liberal prometeu derrubar a proposta caso eleito. A proposta, por fim, resultou na ratificação da Lei de Energia Limpa, a qual trouxe consigo grande flexibilidade em seu desenho e certa incerteza quanto a seu futuro.
O governo da Coalizão eleito em setembro de 2013 prometeu reverter a legislação climática do governo anterior. Em julho de 2014, o imposto sobre carbono foi revogado bem como o Esquema de Comércio de Emissões (ECE) o qual iria ter início em 2015.

### Canadá
As províncias canadenses de Quebec e Nova Escócia operam um esquema de comércio de emissões. Quebec vincula seu programa ao estado estadunidense da Califórnia por meio da Iniciativa Climática do Ocidente.

### China
O esquema nacional de comércio de carbono da China é o maior do mundo. É um sistema de comércio baseado em intensidade para a redução de emissões de gases estufa pela China, o qual começou a operar em 2021. O desenho inicial do sistema tem como alvo um escopo de 3,5 bilhões de toneladas de dióxido de carbono emitidas a partir de 1700 instalações. Fez-se um compromisso voluntário à CQNUMC pela redução do 
CO2 por unidade do PIB para 40 à 45% em 2020 quando comparado com níveis de 2005.
Em novembro de 2011, a China aprovou testes-piloto de comércio de carbono em sete províncias e cidades - Beijing, Xunquim, Xangai, Shenzhen, Tianjin, bem como nas províncias de Cantão e de Hubei, com diferentes preços em cada região. O piloto teve como intenção testar as águas e providenciar esboços para o desenho do sistema nacional.
O esforço para o início de um sistema nacional de comércio enfrentou diversos problemas os quais levaram mais que o esperado para serem resolvidos, principalmente no que tange ao complicado processo de coleta inicial de dados para determinar os níveis-base de emissão de poluição. De acordo com o projeto inicial, seriam oito os setores que seriam inicialmente incluídos no sistema de comércio: produtos químicos, petroquímicos, ferro e aço, metais não ferrosos, materiais de construção, papel, energia e aviação, mas muitas das empresas envolvidas careciam de dados consistentes. Assim sendo, ao final de 2017, a alocação de cotas de emissão foi iniciada mas limitada apenas ao setor de energia e será gradualmente expandida.

### União Europeia

Preço das licenças europeias desde 2009

O Comércio Europeu de Licenças de Emissão (CELE) é o maior esquema multinacional de comércio de emissões de gases estufa no mundo. Depois de testes voluntários no Reino Unido e na Dinamarca, a Fase I entrou em operação em janeiro de 2005 com a participação de todos os 15 Estados-membro da União Europeia. O programa limita a quantidade de dióxido de carbono que pode ser emitida por grandes instalações com fornecimento de calor líquido superior a 20 MW, como usinas de energia e fábricas intensivas em carbono, e cobre quase metade (46%) das emissões europeias de dióxido de carbono. A Fase I permite que os participantes negociem entre si e em créditos validados do mundo em desenvolvimento por meio do Mecanismo de Desenvolvimento Limpo de Kyoto. Créditos são ganhos por meio do investimento em tecnologias limpas e em soluções de baixo carbono, bem como por certos tipos de projetos para a redução das emissões ao redor do mundo a fim de cobrir parte de suas emissões.
Durante as Fases I e II, licenças para emissões foram tipicamente concedidas gratuitamente às firmas, o que resultou na obtenção de lucros inesperados. Ellerman e Buchner (2008) sugeriram que nos seus dois primeiros anos de operação, o mercado europeu transformou um aumento esperado de emissões de 1 à 2% por ano em um pequeno declínio absoluto. Grubb et ai. (2009) sugeriram que uma estimativa razoável para o limite de emissões alcançado durante seus dois primeiros anos de operação foi de 50–100 milhões de ton. 
CO2 por ano, ou 2,5–5%.
Um número de falhas de desenho limitaram a efetividade do esquema. No período inicial de 2005 à 2007, limites de emissão não foram aplicados estritamente o bastante para implicar uma redução significativa nas emissões. A alocação total de licenças acabou por exceder as emissões reais. Isso levou o preço do carbono a zero em 2007. Esse excesso de oferta foi basicamente causado pela alocação de licenças por parte da UE ter sido baseada em dados de emissões da Agência Ambiental da Europa em Copenhague, a qual não utiliza uma definição de emissões horizontal baseada em atividades similar à das Nações Unidas, mas um sistema de mensuração de emissões baseado em instalações. Isso teria causado um excesso de oferta de 200 milhões de toneladas (10% do mercado) na primeira fase do CELE e um colapso de preços.
A Fase II viu algumas restrições a mais, mas o uso de compensações IC e MDL foi permitido, com o resultado de que reduções não serão necessárias para atender aos limites da Fase II. Para a Fase II, era esperado que os limites resultassem em uma redução nas emissões acima de 2,4% em 2010 comparadas às emissões esperadas sem o limite (emissões dos negócios-como-sempre). Para a Fase III (2013-2020), a Comissão Europeia propôs uma série de mudanças, incluindo:
- Estabelecer um limite geral europeu, com as licenças sendo a partir disso alocadas;
- Limites mais restritos para o uso de compensações;
- Banco ilimitado de licenças entre as Fases II e III;
- Transição de concessões para leilões.

Em janeiro de 2008, Noruega, Irlanda e Liechtenstein ingressaram no Sistema de Comércio de Emissões da União Europeia (SCE-UE), de acordo com publicação da Comissão Europeia. O Ministério do Meio Ambiente da Noruega também divulgou seu projeto de Plano Nacional de Alocação, o qual prevê um limite e comércio de carbono de 15 milhões de toneladas de 
CO2, 8 milhões dos quais serão leiloados. De acordo com o Estudo Econômico da OCDE feito na Noruega em 2010, a nação "anunciou uma meta para 2008-2012 10% abaixo de seu compromisso sob o Protocolo de Kyoto e um limite de 30% em comparação com 1990 até 2020". Em 2012, as emissões da UE-15 foram 15,1% abaixo de seu nível-base anual. A partir dos gráficos para 2012 feitos pela Agência Europeia do Ambiente, as emissões da UE-15 estiveram em média 11,8% abaixo dos níveis-base anuais durante o período de 2008 a 2012. Isso significa que a UE-15 superou sua primeira meta de Quioto com uma ampla margem.
Um estudo de 2020 concluiu que o Sistema de Comércio de Emissões da União Europeia reduziu com sucesso as emissões de 
CO2 ainda que os preços para o carbono estivessem baixos.

### Índia
A negociação está programada para começar em 2014 após um período de lançamento de três anos. É um esquema obrigatório de comércio de eficiência energética que abrange oito setores responsáveis por 54% do consumo industrial de energia da Índia. A Índia prometeu uma redução de 20% a 25% na intensidade das emissões em relação aos níveis de 2005 até 2020. De acordo com o esquema, metas anuais de eficiência serão alocadas às firmas. Licenças de economia de energia negociáveis serão emitidas a depender da quantidade de energia economizada durante um determinado ano.

### Japão
O Japão, como país, não possui um esquema obrigatório de comércio de emissões. O governo em 2010 (o gabinete de Hatoyama) havia planejado introduzir um, mas o plano perdeu força depois que Hatoyama renunciou ao cargo de primeiro-ministro, em parte devido à oposição industrial, e acabou sendo arquivado. O Japão tem um esquema voluntário. Além disso, a Prefeitura de Kyoto tem um esquema voluntário de comércio de emissões.
Existem dois esquemas regionais obrigatórios, contudo, em Tóquio e na província de Saitama. A cidade de Tóquio consome tanta energia quanto "países inteiros do norte da Europa, e sua produção corresponde ao PIB do 16º maior país do mundo". Um esquema de comércio e limites de carbono lançado em abril de 2010 cobre os 1.400 principais emissores de Tóquio e é aplicado e supervisionado pelo Governo Metropolitano de Tóquio. A Fase 1, semelhante ao esquema voluntário do Japão, durou até 2015. Emissores tiveram de cortar suas emissões em 6% ou 8% a depender do tipo de organização; a partir de 2011, aqueles que excederam seus limites foram obrigados a comprar licenças de compensação, ou investir em certificados de energia renovável, ou compensar créditos emitidos por pequenas empresas ou filiais. Os poluidores que não cumprissem eram responsáveis por até 500.000 ienes em multas mais créditos por 1,3 vezes o excesso de emissões. Em seu quarto ano, as emissões foram reduzidas em 23% em relação às emissões do ano-base. Na fase 2 (FY2015–FY2019), esperava-se que a meta aumentasse para 15–17%. O objetivo era reduzir as emissões de carbono de Tóquio em 25% em relação aos níveis de 2000 até 2020.
Um ano após o lançamento do esquema de limite e venda de Toquio, a vizinha província Saitama inaugurou um esquema fortemente similar. Os dois esquemas estão conectados.

### Nova Zelândia

Preço das unidades neozelandesas

O ECE NZ foi legislado pela primeira vez na Lei de Emenda de Resposta às Mudanças Climáticas (Comércio de Emissões) de 2008 em setembro de 2008 sob o Quinto Governo Trabalhista da Nova Zelândia e depois alterado em novembro de 2009 e em novembro de 2012 pelo Quinto Governo Nacional da Nova Zelândia.
O ECE NZ estava até 2015 altamente ligado aos mercados internacionais de carbono, pois permitia a importação ilimitada da maioria das unidades de emissão do Protocolo de Quioto. Existe uma unidade de emissão doméstica; a 'Unidade da Nova Zelândia' (UNZ), a qual foi inicialmente emitida por alocação gratuita a emissores até o início dos leilões de unidades em 2020. Um UNZ é equivalente à 1 tonelada de dióxido de carbono. A livre atribuição de UNZs variou entre os setores. O setor de pesca comercial (que não é participante) recebeu uma alocação gratuita pontual de unidades em base histórica. Proprietários de florestas anteriores a 1990 receberam uma alocação gratuita fixa de unidades. A alocação gratuita para indústrias de emissão intensiva é fornecida com base na intensidade de produção. Para esse setor, não há limite definido para o número de unidades que podem ser alocadas. O número de unidades atribuídas a emissores elegíveis se baseia na média das emissões por unidade de produção dentro de uma dada atividade. Bertram e Terry (2010, p. 16) alegam que o ECE NZ não "corta" emissões, que não se configura um esquema de limite e comércio conforme entendido na literatura econômica.
Algumas partes interessadas têm criticado o Esquema de Comércio de Emissões da Nova Zelândia por suas generosas atribuições gratuitas de unidades de emissão e a falta de um sinal de preço de carbono (o Comissário Parlamentar para o Meio Ambiente) e por estar sendo inefetivo em reduzir as emissões (Greenpeace Aotearoa da Nova Zelândia).

### Coreia do Sul
O esquema nacional de comércio de emissões da Coreia do Sul foi lançado oficialmente em 1º de janeiro de 2015, abrangendo 525 entidades de 23 setores. Com um limite de três anos de 1,8687 bilhão de ton. 
CO2e, agora forma o segundo maior mercado de carbono do mundo após o CELE. Isso equivale a cerca de dois terços das emissões do país. O esquema de comércio de emissões coreano faz parte dos esforços da República da Coreia em reduzir as emissões de gases estufa em 30% em comparação com o cenário usual até 2020.

### Reino Unido
As empresas do Reino Unido se manifestaram fortemente em apoio ao comércio de emissões como uma ferramenta fundamental para mitigar as mudanças climáticas, apoiadas por ONGs. No entanto, nem todas as empresas são a favor de uma abordagem comercial. Em 11 de dezembro de 2008, Rex Tillerson, CEO da ExxonMobil, disse que um imposto de carbono é "uma abordagem mais direta, mais transparente e mais eficaz" do que um programa de limite e comércio, que ele disse, "inevitavelmente introduz custos e complexidade desnecessários". Ele também disse que espera que as receitas de um imposto sobre o carbono sejam usadas para reduzir outros impostos, de modo a ser neutro em termos de receita.

### EUA
Pelo menos até 2017, não havia esquema nacional de comércio de emissões nos Estados Unidos. Não conseguindo obter a aprovação do Congresso para tal esquema, o presidente Barack Obama, em vez disso, agiu por meio da Agência de Proteção Ambiental dos Estados Unidos para tentar adotar por meio de regulamentação o Plano de Energia Limpa, o qual não apresenta comércio de emissões. O plano foi posteriormente contestado pela administração do presidente Donald Trump.
Preocupados com a falta de ação federal, vários estados nas costas leste e oeste criaram programas subnacionais de limite e comércio.
O presidente Barack Obama, em sua proposta de orçamento federal dos Estados Unidos para 2010, queria apoiar o desenvolvimento de energia limpa com um investimento de 15 bilhões de dólares por ano, gerado a partir da venda de créditos de emissões de gases de efeito estufa (GEE), durante 10 anos. Sob o programa de limite e comércio proposto, todos os créditos de emissões de GEE seriam leiloados, gerando uma receita adicional estimada em US$ 78,7 bilhões no ano fiscal de 2012, aumentando constantemente para US$ 83 bilhões no ano fiscal de 2019. A proposta nunca foi transformada em lei.
A Lei Estadunidense de Energia Limpa e Segurança (H.R. 2454), fruto de uma proposta de limite e comércio de gases de efeito estufa, foi aprovada em 26 de junho de 2009, na Câmara dos Deputados, em uma votação apertada de  219 à 212. O projeto teve origem no Comitê de Energia e Comércio da Câmara e foi apresentado pelos representantes Henry A. Waxman e Edward J. Markey. As organizações de defesa política FreedomWorks e Americans for Prosperity, financiadas pelos irmãos David e Charles Koch da Koch Industries, encorajaram o movimento Tea Party a se concentrar em derrotar a legislação. Apesar do limite e comércio ter conquistado significativa base de apoio no Senado pelos esforços do republicano Lindsey Graham, do independente e ex-democrata Joe Lieberman e do democrata John Kerry, a legislação não passou da câmara alta.

#### Programas estaduais e regionais
Em 2003, o Estado de Nova Iorque propôs e concentrou compromissos de nove estados do Nordeste para formar um programa de limite e comércio de emissões de dióxido de carbono para geradores de energia, chamado Regional Greenhouse Gas Initiative (RGGI). Esse programa foi inaugurado em 1º de janeiro de 2009, com o objetivo de reduzir os "orçamentos" de carbono de cada setor de geração elétrica do estado para 10% abaixo das licenças de 2009 em 2018.
Também em 2003, corporações estadunidenses foram capazes de negociar licenças de emissão de 
CO2 na Bolsa do Clima de Chicago sob um esquema voluntário. Em agosto de 2007, a Bolsa anunciou um mecanismo para criar compensações de emissão destinadas a projetos dentro dos Estados Unidos que visem destruir de forma limpa substâncias que destruam a camada de ozônio.
Em 2006, o Legislativo da Califórnia aprovou a Lei de Soluções de Aquecimento Global da Califórnia, AB-32. Até agora, mecanismos flexíveis na forma de compensações baseadas em projetos foram sugeridos para três tipos principais de projetos. Os tipos de projeto incluem: gestão de estrume, silvicultura e destruição de substâncias destruidoras da camada de ozônio. No entanto, uma decisão do juiz Ernest H. Goldsmith, do Tribunal Superior de São Francisco, aferiu que as regras que regiam o sistema de limite e comércio da Califórnia foram adotadas sem uma análise adequada de métodos alternativos para reduzir as emissões de gases estufa. A decisão provisória, emitida em 24 de janeiro de 2011, arguiu que o Conselho de Recursos do Ar da Califórnia violou a lei ambiental estadual ao não considerar tais alternativas. Se a decisão for finalizada, o estado não poderá implementar seu sistema de limite e comércio proposto até que o Conselho de Recursos do Ar da Califórnia cumpra totalmente com a Lei de Qualidade Ambiental da Califórnia. Contudo, em 24 de junho de 2011, o Tribunal Superior teve sua decisão sobreposta pelo Tribunal de Apelação. Em 2012, muitos emissores obtiveram licenças concedida, em especial para concessionárias de energia elétrica, instalações industriais e distribuidores de gás naturais, porquanto várias outras foram a leilão. O programa da Califórnia de limite e comércio entrou em operação em 2013.
Em 2014, a legislatura do Texas aprovou uma redução de 10% para o limite de emissões Composto Orgânico Volátil Altamente Reativo (HRVOC). Isso foi seguido por uma redução de 5% para cada ano subsequente até um percentual total de redução de 25% atingido em 2017.
Em fevereiro de 2007, cinco estados dos EUA e quatro províncias canadenses se uniram para criar a Iniciativa Climática do Ocidente (sigla WCI, em inglês), um sistema regional de comércio de emissões de gases de efeito estufa. Em julho de 2010, realizou-se uma reunião para melhor delinear o sistema de limite e comércio. Em novembro de 2011, Arizona, Montana, Novo México, Oregon, Utah e Washington se retiraram da WCI. Desde 2021, apenas o estado americano da Califórnia e a província canadense do Quebec participam do WCI.
Em 1997, o Estado de Illinois adotou um programa de comércio de compostos orgânicos voláteis na maior parte da área de Chicago, chamado Sistema de Mercado de Redução de Emissões. A partir de 2000, mais de 100 grandes fontes de poluição em oito condados de Illinois começaram a negociar créditos de poluição.

### Brasil
Um estudo da McKinsey & Company aponta que o Brasil tem potencial de gerar até 15% da oferta mundial de créditos de carbono. A principal forma de controlar as emissões seria por meio de soluções naturais de sequestro de carbono como, por exemplo, reflorestamento e sistemas agroflorestais em áreas degradadas. No entanto, marcos legais do Ministério do Meio Ambiente aumentaram a ocorrência de queimadas, áreas desmatadas, conflitos entre garimpeiros e indigenistas e ativistas entre os anos de 2019 e 2021.
Outra forma que, de acordo com o estudo, ajudaria o Brasil a alcançar posição de destaque no comércio de carbono seria a adoção de iniciativas para evitar a emissão de gases de efeito estufa. Na ausência de leis que normatizem o mercado de emissões, organizações brasileiras da iniciativa privada formaram em 2022 a "Iniciativa Brasileira para o Mercado Voluntário de Carbono”, composta por empresas e instituições de diversos setores no Brasil, entre elas: Amaggi, Auren, B3, Bayer, BNDES, CBA, Dow, Natura, Rabobank, Raízen, Vale, Votorantim e Votorantim Cimentos.

## Tendência do mercado

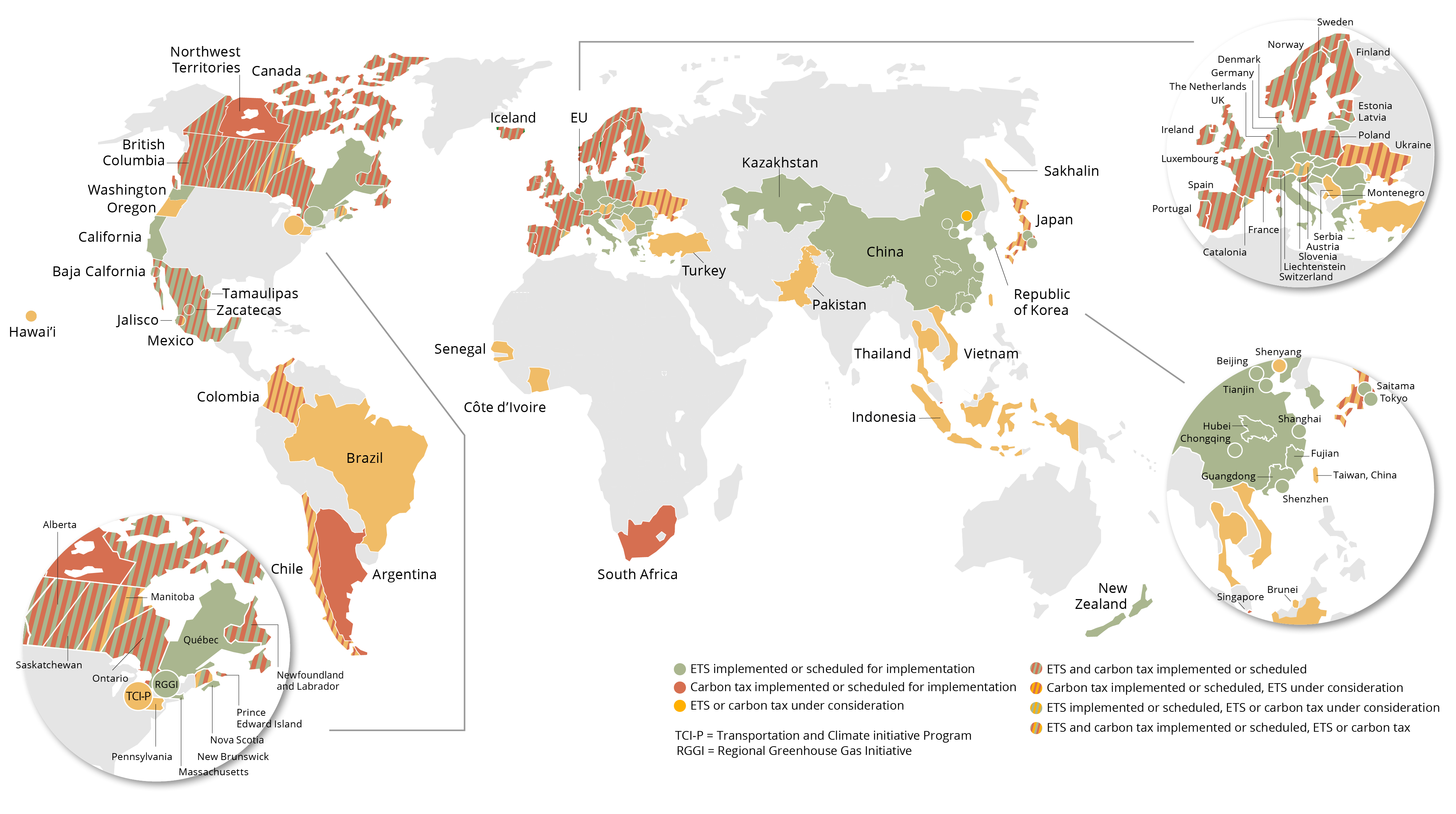
Comércio de emissões e impostos de carbono ao redor do mundo (2021)
Imposto de carbono implementado ou previsto
Comércio de emissão de carbono implementado ou previsto
Comércio de emissão de carbono ou imposto de carbono sendo considerados

O comércio de emissões de carbono teve uma rápida expansão em 2021 com o início do esquema nacional de comércio de carbono da China. Os custos crescentes das licenças no ECE-UE tiveram o efeito de aumentar os custos da energia a carvão.
Um estudo de 2019 do Conselho Estadunidense para uma Economia Eficiente em Energia (CEEEE) descobriu que os esforços para colocar um preço nas emissões de gases estufa estão crescendo na América do Norte. "Além dos impostos sobre carbono em vigor em Alberta, Colúmbia Britânica, Boulder, e Colorado, programas de limite e comércio estão em vigor na Califórnia, Quebec, Nova Escócia e nos nove estados do nordeste que formam a Iniciativa Regional de Gases de Efeito Estufa (IRGE). Vários outros estados e províncias estão atualmente considerando colocar um preço nas emissões.

## Reação empresarial
23 corporações multinacionais se reuniram na Mesa Redonda sobre Mudança Climática do G8, um grupo empresarial formado no Fórum Econômico Mundial de janeiro de 2005. O grupo incluía Ford, Toyota, British Airways, BP e Unilever. Em 9 de junho de 2005, o Grupo publicou um comunicado atestando a necessidade de atuar sobre as mudanças climáticas e ressaltando a importância de soluções baseadas no mercado. Foram exortados os governos a estabelecer "sinais de preços claros, transparentes e consistentes" por meio da "criação de uma estrutura política de longo prazo" que inclua todos os principais produtores de gases estufa. Em dezembro de 2007, o grupo já havia crescido a ponto de abranger 150 empresas globais.
A Associação Internacional de Transportes Aéreos, cujas 230 companhias aéreas associadas representam 93% de todo o tráfego internacional, tem a posição de que o comércio deveria ser baseado em "benchmarking", por meio do estabelecimento de níveis de emissões com base nas médias da indústria, em vez do "grandfathering", o qual usaria níveis das emissões anteriores das empresas, individualmente, para definir suas licenças futuras. Eles argumentam que o grandfathering (direito adquirido) "penalizaria as companhias aéreas que tomaram medidas antecipadas para modernizar suas frotas, enquanto uma abordagem de benchmarking, se projetada adequadamente, recompensaria operações mais eficientes".
Em 2021, proprietários de embarcações disseram ser contra sua inclusão no ECE-UE.

## Restituição voluntária de unidades
Há exemplos de indivíduos e organizações os quais compram licenças de emissão negociáveis e as "retiram" (cancelam) para que não possam ser usadas pelos emissores para autorizar suas emissões. Isso torna o "limite" de emissões mais baixo e, portanto, reduz ainda mais as emissões. Argumenta-se que isso remove os créditos do mercado de carbono para que eles não possam ser usados para permitir a emissão de carbono e que isso reduz o "limite" de emissões, reduzindo o número de créditos disponíveis para os emissores.

## Críticas
Críticos do comércio de carbono, como o Observatório do Comércio de Carbono, argumentam que ele coloca uma ênfase desproporcional nos estilos de vida individuais e nas marcas do carbono, desviando a atenção das mudanças sistêmicas mais amplas e da ação política coletiva que precisa ser tomada para combater as mudanças climáticas. Grupos como a The Corner House têm argumentado que o mercado escolherá os meios mais fáceis para economizar uma determinada quantidade de carbono no curto prazo, o que pode ser diferente do caminho necessário para obter reduções sustentadas e consideráveis por um período mais longo e, portanto, uma abordagem liderada pelo mercado provavelmente reforçará o aprisionamento tecnológico. Por exemplo, pequenos cortes muitas vezes podem ser alcançados de forma barata através do investimento em tornar tecnologias mais eficientes, ao passo em que cortes maiores exigiriam o descarte da tecnologia e o uso de uma tecnologia diferente. Também é argumentado que o comércio de emissões vem minando abordagens alternativas para o controle de polução com as quais não combina, tendo como efeito geral a estagnação frente a mudanças significantes para tecnologias menos poluentes. Em setembro de 2010, o grupo ativista FERN publicou "Trading Carbon: How it works and why it is controversial", no qual compila uma série de argumentos contrários ao comércio de carbono.
A Financial Times publicou um artigo sobre sistemas de limite e comércio no qual arguiu que "Mercados de carbono criam uma confusão" e "[...] deixam muito espaço para manipulação inverificável". Lohmann (2009) apontou que esquemas de comércio de emissão criam certas incertezas e riscos, os quais podem ser mercantilizados na forma de derivativos, de modo a potencialmente se criar um novo mercado especulativo.
Na China, algumas companhias iniciaram a produção artificial de gases estufa com o único propósito de os reciclar e obter créditos de carbono. Práticas similares ocorreram na Índia. Créditos ganhos foram, assim, vendidos a companhias dos EUA e Europa.
O comércio de carbono tem sido criticado como uma forma de colonialismo, ao passo em que países ricos mantêm seus níveis de consumo enquanto obtêm crédito para economias de carbono em projetos industriais ineficientes. Nações que tenham menos recursos financeiros podem perceber a insuficiência de licenças necessárias para o desenvolvimento de infraestrutura industrial, de modo que se inibe o desenvolvimento econômico dos países.
O Mecanismo de Desenvolvimento Limpo do Protocolo de Quioto tem sido criticado por não promover desenvolvimento sustentável o bastante.
Outra crítica é a alegada possibilidade de que reduções de emissões inexistentes estejam sendo registradas no Protocolo de Quioto devido ao excesso de permissões que alguns países possuem. Por exemplo, a Rússia teve um excedente de licenças devido ao colapso econômico decorrente do fim da União Soviética. Outros países poderiam ter comprado essas licenças da Rússia, mas isso não reduziria as emissões. Em vez disso, teria ocorrido uma simples redistribuição de licenças de emissão. Na prática, as partes compromissadas de Quioto optaram por não comprar essas licenças excedentárias.
A flexibilidade e, portanto, a complexidade inerente aos esquemas de limite e comércio resultou em severa incerteza política em torno desses esquemas. Tal incerteza assolou tais esquemas na Austrália, Canadá, China, UE, Índia, Japão, Nova Zelândia e Estados Unidos. Como resultado da incerteza, organizações têm pouco incentivo para inovar e cumprir, resultando em uma batalha contínua de contestação das partes interessadas nas últimas duas décadas.
Lohmann (2006b) apoiou as regulações convencionais, impostos verdes e políticas energéticas que são "baseadas na justiça" e "orientadas pela comunidade". De acordo com o Observatório do Comércio de Carbono (2009), o comércio de carbono teve um "histórico desastroso". A eficácia do ECE-UE foi criticada e argumentou-se que o MDL favorecia rotineiramente "projetos ambientalmente ineficazes e socialmente injustos".
O documentário de 2009 The Story of Cap and Trade, de Annie Leonard, criticou que o comércio de emissões de carbono a partir de licenças gratuitas para grandes poluidores os fornece vantagens injustas, conexões fraudulentas com as compensações de carbono, e serve como distração na busca por outras soluções.

### Compensações
A ativista florestal Jutta Kill (2006) do grupo ambientalista europeu FERN argumenta que compensações para redução das emissões não são substitutas para limites reais nas emissões. Kill atestou que "[o carbono] nas árvores é temporário: Árvores podem facilmente liberar carbono na atmosfera por meio de fogo, doenças, mudanças climáticas, decomposição natural e extração de madeira".

### Nível de fornecimento de licenças
Agências regulatórias correm o risco de emitir muitos créditos de emissão, o que pode resultar em um preço muito baixo para licenças de emissão. Isso reduz o incentivo que firmas responsáveis com as licenças têm em cortar suas emissões. Por outro lado, emitir muitas poucas licenças pode resultar em um preço excessivamente alto. Esse fenômeno serve como argumento por um instrumento híbrido que mantenha um preço mínimo (preço-base) para licenças, e um preço máximo, limite para as licenças. Contudo, um preço máximo (valor de segurança) remove a certeza de um determinado limite quantitativo das emissões.

### Alocações de permissão vs leilões
Se poluidores recebem licenças de emissão de graça ("grandfathering"), essa pode constitui sua razão para que não cortem suas emissões, tendo em vista que caso o façam irão receber menos licenças no futuro.
Esse incentivo perverso  pode ser mitigado se licenças forem leiloadas, i.e. vendidas a poluidores, em vez de concedidas. O leilão serve como método para distribuição de licenças de emissão em um sistema de limite e comércio em que as licenças são vendidas ao maior licitante. Receitas dos leilões são destinadas ao governo e podem ser utilizadas para o desenvolvimento de tecnologia sustentável ou para o corte em taxas distorcivas, assim melhorando a eficiência da política geral de limites.
Por outro lado, a alocação de licenças pode ser utilizada como medida para a proteção de firmas locais as quais estão internacionalmente impostas à competição. Isso ocorre quando companhias locais competem com outras firmas as quais não estão sujeitas à mesma regulação. Esse argumento em favor da alocação de licenças tem sido usado no ECE-UE, onde indústrias que foram julgadas como internacionalmente impostas, como as de produção de cimento e ferro, receberam licenças gratuitas.

### Problemas estruturais
Esquemas de comércio de carbono corporativos e governamentais têm sido modificados de modo que se permite que a lavagem de dinheiro tome lugar. O principal ponto é que inovações do sistema financeiro (outside banking) abrem a possibilidade de transações não reguladas (não bancárias) tomarem lugar em mercados relativamente não supervisionados.

## Opinião pública
Nos Estados Unidos, a maioria das pesquisas mostra um grande apoio ao comércio de emissões (geralmente chamado de cap-and-trade). Esse apoio majoritário pode ser percebido em pesquisas realizadas pelo The Washington Post/ABC News, Zogby International e Universidade de Yale. Uma pesquisa do Washington Post-ABC de 2009 revela que a maioria do povo americano acredita na mudança climática, está preocupada com ela, está disposta a mudar seu estilo de vida e pagar mais para enfrentá-la, e quer que o governo federal regule os gases de efeito estufa. Eles são, no entanto, ambivalentes sobre o comércio de emissões.
Mais de três quartos dos entrevistados, 77,0%, relataram que "apoiam fortemente" (51,0%) ou "apoiam um pouco" (26,0%) a decisão da EPA de regular as emissões de carbono. Enquanto 68,6% dos entrevistados relataram estar "muito dispostos" (23,0%) ou "um pouco dispostos" (45,6%), outros 26,8% relataram estar "pouco dispostos" (8,8%) ou "nada dispostos" (18,0%) a pagar preços mais altos por fontes de energia "verdes" para apoiar o financiamento de programas que reduzam o efeito do aquecimento global.
De acordo com o PolitiFact, há um engano comum de que o comércio de emissões não é popular nos Estados Unidos devido a pesquisas anteriores da Zogby International e da Rasmussen as quais enganosamente incluíram "novos impostos" nas perguntas (impostos não são parte do comércio de emissões) ou estimativas de alto custo energético.

## Outras fontes
- Olivier, J.G.J.; Peters, J.A.H.W. (2020). «Trends in global CO2 and total greenhouse gas emissions (2020)» (PDF). The Hague: PBL Netherlands Environmental Assessment Agency

- «Emissions Trading Worldwide: Status Report 2021». Berlin: International Carbon Action Partnership (ICAP). Consultado em 8 de agosto de 2021